# Donald McLeod
Donald McLeod (auch als Donnie McLeod bekannt; * 28. Mai 1882 in Laurieston, Falkirk; † 6. Oktober 1917 bei Passendale) war ein schottischer Fußballspieler. In seiner aktiven Karriere gewann der Verteidiger zahlreiche Titel in Schottland mit Celtic Glasgow. Er galt als beidfüßiger Defensivspieler mit enormer Geschwindigkeit.

## Karriere
Donald McLeod der in Laurieston einem Stadtteil von Falkirk geboren wurde, begann seine Karriere beim FC Stenhousemuir der Rund vier Kilometer von seiner Geburtsstadt entfernt lag. Am 10. Mai 1902 unterschrieb er einen Vertrag bei Celtic Glasgow. Mit Celtic gewann McLeod bis zum Jahr 1908 dreimal den Schottischen Pokal und viermal die schottische Meisterschaft. Nach insgesamt 155 Pflichtspielen (131 Ligaspiele, 24 Pokalspiele) wechselte McLeod im Jahr 1908 zum englischen Verein FC Middlesbrough.
Von 1905 bis 1906 absolvierte McLeod vier Länderspiele für die schottische Fußballnationalmannschaft, in denen er ohne Torerfolg blieb. Sein Debüt gab er am 18. März 1905 im Celtic Park gegen Irland, das 4:0 gewonnen wurde. Mit der schottischen Landesauswahl gewann er als Stammspieler die British Home Championship 1905/06.

## Tod
Als Soldat der Royal Garrison Artillery der britischen Armee im Ersten Weltkrieg wurde McLeod während der Schlacht von Passendale in Belgien schwer verwundet und starb am 6. Oktober 1917 an seinen Verletzungen. Sein Grab befindet sich auf dem Soldatenfriedhof Dozinghem (Dozinghem Military Cemetery) in der Provinz Westflandern.
Er hinterließ seine Ehefrau und drei Kinder.

## Trivia
Beim Auktionshändler Christie’s wurde im Jahr 2000 das Nationalmannschaftstrikot von Donald McLeod das er am 7. April 1906 im Länderspiel gegen England trug für 1.265£ versteigert.

## Erfolge
mit Celtic Glasgow:
- Schottischer Pokalsieger: 1904, 1907, 1908
- Schottischer Meister: 1905, 1906, 1907, 1908

mit Schottland:
- British Home Championship: 1906